# Langues sumatra du Nord-Ouest

Répartition des langages sumatra du Nord-Ouest

Les langues sumatra du Nord-Ouest (en anglais Northwest Sumatra-Barrier Islands Languages), sont un sous-groupe de la famille des langues austronésiennes. 
Elles sont parlées à Sumatra, et dans les îles proches, telles que Nias ou Mentawai, en Indonésie.

## Classification
Les langues sumatra du Nord-Ouest sont un des groupes constituant le malayo-polynésien occidental.
La langue Nasal a été "re-découverte" en 2008 dans le Kabupaten de Kaur, à Bengkulu, Sumatra. Sa classification est incertaine ; Smith (2017) propose un lien avec les langues sumatra du Nord-Ouest.

## Liste des langues
- Langues batak : 
  - Sous-groupe nord :
    - dairi
    - batak karo
    - alas-kluet

  - batak simalungun
  - Sous-groupe sud :
    - angkola
    - batak toba
    - batak mandailing
- gayo
- mentawai
- enggano
- Groupe du nord : 
  - nias
  - Sikule
  - simeulue